# Charles Grimminck
Charles Grimminck (ou Karel Grimminck), né le 28 mai 1676 à Ypres et mort le 12 novembre 1728 à Saint-Jean-aux-Joncs (ou Saint-Jean-des-Joncs en néerlandais Sint-Jan-ter-Biezen) Poperinge, est un prêtre catholique, mystique et écrivain spirituel flamand.
Il poursuit ses études chez les Jésuites à Furnes. Il étudie ensuite la philosophie à Douai et la théologie au séminaire d'Ypres. Le 24 octobre 1700, il est ordonné prêtre à Tournai.
Il est envoyé comme vicaire à Ramskapelle (1700-1702), puis à Zuydcoote (1702-1709) et à Caëstre (1709-1714).